# 蔣曾煌
蔣曾煌（1751年—1827年），字星環，號珊漁，晚號懶匏居士，江南蘇州府吳縣人，清朝政治人物。

## 生平
蔣曾煌為蘇州婁關蔣氏家族蔣燦五世孫。祖父蔣文瀾，父蔣曰杞，母為黃公望裔孫黃泰（字韻山，號瞻庭，乾隆五十九年（1794年）甲寅恩科順天鄉試舉人）女。
蔣曰杞有七子，其中長子蔣曾炘與其從侄蔣國萃（蔣國華弟）同為乾隆二十五年（1760年）庚辰恩科順天鄉試舉人。蔣曾煌為第四子，與從孫蔣榮（蔣國華子）、從侄蔣元復（蔣耀宗子）、從弟蔣業謙（蔣業晉弟）同為乾隆四十二年（1777年）丁酉科順天鄉試舉人。乾隆四十三年（1778年）戊戌科三甲第十五名進士，朝考入選，同年丁父憂。服闋，署湖南祁陽縣知縣，五十三年（1788年）任四川東鄉縣知縣。曾奉檄入藏，於前藏支援廓爾喀之役兵士補給。因軍功升湖南郴州直隸州知州，署衡州府知府，後引疾歸里。留有《蛩吟草》一卷，為其在四川任職時所著。

## 家庭
夫人為揚州府候選知縣陳大鵬女；側室王氏、俞氏。有二子：長子蔣觀海配彭紹升孫女、內閣中書彭希萊女；次子蔣觀詩配范來芝女。有一女嫁唯亭顧氏顧春芳。